# Gabinete Briand X
O Gabinete Briand X foi o ministério formado por Aristide Briand em 23 de junho de 1926 e dissolvido em 17 de julho do mesmo ano. Foi o 77º gabinete da Terceira República Francesa, sendo antecedido pelo Gabinete Briand IX e sucedido pelo Gabinete Herriot II.

## Contexto
Em seu décimo gabinete, Aristide Briand viu a política econômica do "Cartel das Esquerdas" entrar em choque com o conservadorismo da direita e a oposição dos patrões. A tentativa dos socialistas de introduzir um imposto sobre o capital terminou em fracasso, enquanto a especulação fez o franco cair cada vez mais.
Por fim, a recusa dos membros radicais do Cartel em conceder pleno apoio ao ministro das Finanças levou à queda definitiva de Briand, sendo substituído por Édouard Herriot, um dos opositores do governo.

## Composição

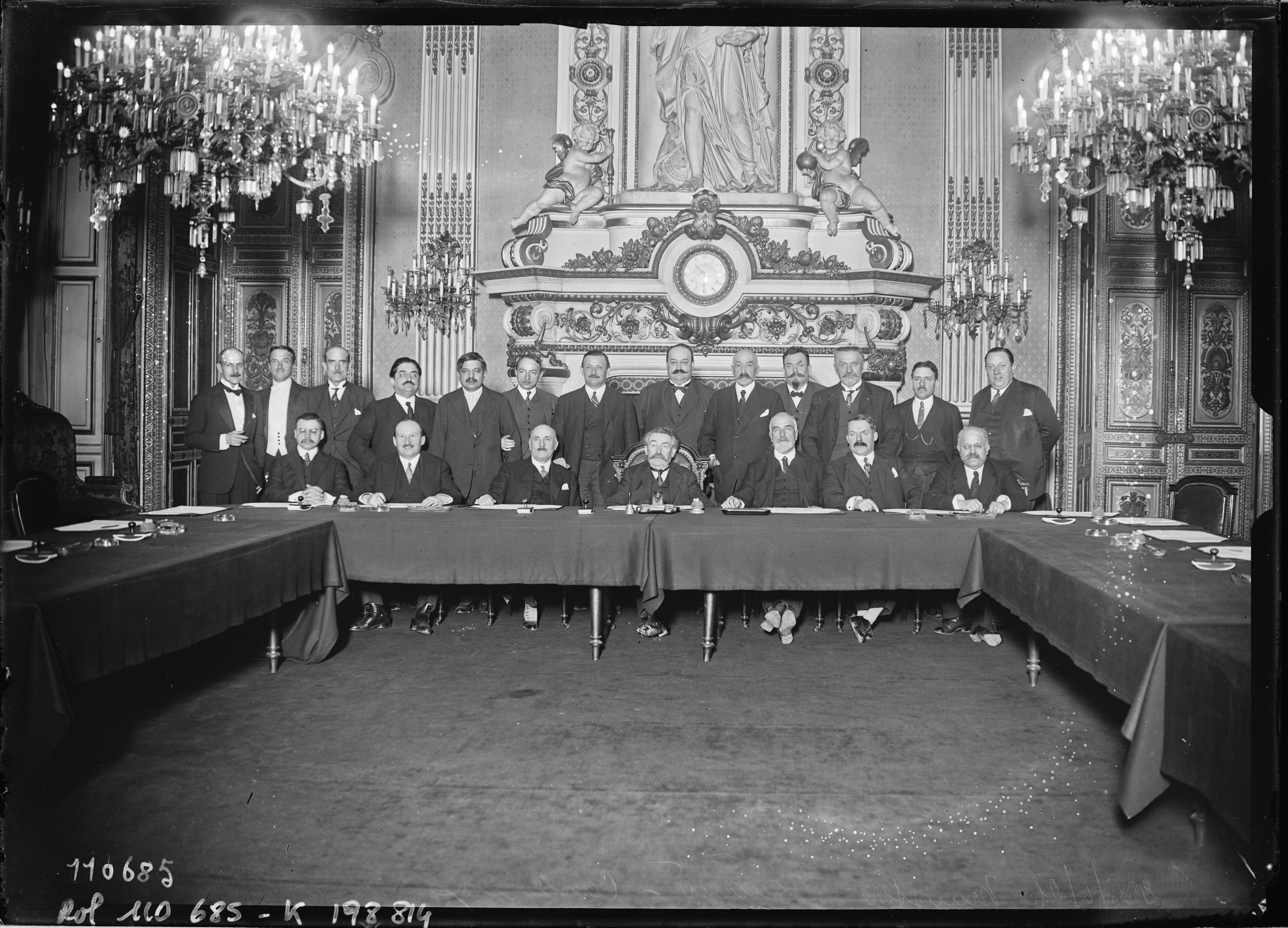
O 10º Gabinete Briand em fotografia de 1926.

- Presidente da República: Gaston Doumergue
- Presidente do Conselho de Ministros: Aristide Briand
- Vice-presidente do Conselho de Ministros: Joseph Caillaux
- Ministro dos Estrangeiros: Aristide Briand
- Ministro da Justiça: Pierre Laval
- Ministro do Interior: Jean Durand
- Ministro da Guerra: Adolphe Guillaumat
- Ministro das Finanças: Joseph Caillaux
- Ministro da Marinha: Georges Leygues
- Ministro da Instrução Pública e Belas Artes: Bertrand Nogaro
- Ministro das Obras Públicas: Daniel Vincent
- Ministro da Agricultura: François Binet
- Ministro do Comércio e Indústria: Fernand Chapsal
- Ministro das Colônias: Léon Perrier
- Ministro do Trabalho, Higiene, Assistência e Segurança Social: Antoine Durafour
- Ministro das Pensões: Paul Jourdain